# 8897 Дефелісе
8897 Дефелісе (8897 Defelice) — астероїд головного поясу, відкритий 22 вересня 1995 року.
Тіссеранів параметр щодо Юпітера — 3,514.